# Neoclytus rufitarsis
Neoclytus rufitarsis är en skalbaggsart som först beskrevs av Louis Alexandre Auguste Chevrolat 1860.  Neoclytus rufitarsis ingår i släktet Neoclytus och familjen långhorningar.
Artens utbredningsområde är Guatemala. Inga underarter finns listade i Catalogue of Life.